# Arenaria kumaonensis
Arenaria kumaonensis är en nejlikväxtart som beskrevs av Carl Maximowicz. Arenaria kumaonensis ingår i släktet narvar, och familjen nejlikväxter. Inga underarter finns listade i Catalogue of Life.